# Туркменизация
Туркмениза́ция (туркм. Türkmenizasiýa ; Türkmenizaciýa ; Türkmenleşdirmek) — неофициальный термин, используемый для названия национальной политики в современного Туркменистана, направленной на «возрождение древних национальных и культурных ценностей туркменского народа», усиление роли и доминировании туркменского языка и влияния исключительно туркменоязычных кадров в государственном и общественном управлении.

## Обзор национальной ситуации
На фоне отказа от советских ценностей, власти продвигают новые, ставя во главу национальные традиции и культ личности первого президента. Установлен тотальный контроль за гражданами, большинство из которых безработны и живут на помощь государства, а государство в свою очередь получает основные доходы от продажи газа в Китай. Политика Гурбангулы Бердымухамедова, как и его предшественника Сапармурата Ниязова, консервирует полицейский произвол, в том числе в отношении мусульман.
Уроженцы страны не титульной нации, преимущественно узбеки живущие в приграничных территориях, не имеют возможности получить гражданство, дающее право на помощь государства, получить образование, выехать из страны, являясь таким образом, людьми второго сорта. Многие из них пытаются сменить национальность в документах, тем более государством такая практика поддерживается. Много туркмен, выехавших из страны для получения образования в других республиках во времена СССР, также остались без гражданства, и часто не могут ни въехать, ни выехать из Туркменистана.
Население мигрирует из страны, и почти единственным местом для законного выезда граждан является Турция. Лишённые гражданства покидают страну нелегально, поскольку в Туркменистане для них ситуация невыносима.

## Предыстория
Во времена СССР в республике проживало много[сколько?] нетуркменского (узбеки, русские, украинцы, белорусы, немцы, евреи, корейцы, армяне, азербайджанцы) населения. Политика «туркменизации» началась в Туркменистане с приходом к власти в этой стране туркменбаши Сапармурата Ниязова в 1985 году, но усилилась после избрания его президентом республики и независимостью Туркменистана в 1991 году.
На всём протяжении 1990-х годов политика президента Сапармурата Ниязова была направлена на «возрождении туркменского народа». В рамках политики из государственных должностей были в основном уволены нетуркменские кадры. Это относится также к йомудам и теке, поскольку они не позиционируются как туркмены. Национальность является ключом к получению должности, а значит, и к возможности распределения товаров и денег. Данные о национальном составе, как и других областях сведений о Туркменистане, считается независимыми экспертами, недостоверны и фальсифицированы.
Смена руководящих должностей на туркмен вызвало значительные трудности, поскольку туркменская интеллигенция была малочисленна. До этого многие важные должности были заняты интеллигенцией из армян, узбеков и русских, игравших большую роль в культуре, науке, обеспечении системы управления и функционировании силовых структур, что позитивно отражалось на состоянии дел в республике. До 1948 года в Ашхабаде проживало, например, так много армян, что он считался армянским городом.

## «Туркменизация» в религии
У входа в каждую мечеть, православную церковь и храм стало обязательным демонстрация флага Туркменистана, цитат Сапармурата Ниязова и его портреты, а также копии Рухнамы. Верующим рекомендовалось у входа в эти учреждения прикоснуться или поцеловать копию Рухнамы. Узбекоязычным исламским священнослужителям был наложен запрет на работу в любых мечетях, кладбищах и других святых местах, а также использовать в своих проповедях узбекский язык. Проповеди священнослужителей должны произноситься на туркменском языке. Допускалось использование арабского языка исключительно в качестве языка намаза и азана.

## Переименование топонимов
В рамках туркменизации, были проведены переименования населённых пунктов и областей. Так Ташаузская область («Ташауз» переводится с узбекского языка как каменный хауз): сначала она стала Дашховузским велаятом, затем — Дашогузским велаятом, в честь огузов, считающихся прародителями современных туркмен. Чарджоуская область была переименована в Лебапский велаят, Красноводская область — в Балканский велаят, Ашхабадская область — в Ахалский велаят. Не переименованным (если не считать замену «области» на «велаят») остался лишь Марыйский велаят. Также изменил название ряд населённых пунктов, чьи названия не соответствовали новой идеологии, наиболее значимые среди которых — Красноводск (теперь Туркменбашы), Ташауз (сначала переименован в Дашховуз, сейчас Дашогуз), Чарджоу (теперь Туркменабад). Были произведены и другие переименования.

## Последствия туркменизации
Туркменистан, лишённый ценных кадров, и сосредоточенный на административно-казённом поддержании статуса и удержании населения от выезда, стал испытывать большие трудности с экономикой. Несмотря на отказ от бесплатного бензина и газа, сокращения отпуска товаров по госцене, в стране развернулся экономический кризис на фоне товарного дефицита.